# Liste der Rundsporthallen in Deutschland
Die folgende Tabelle stellt eine unvollständige Auflistung der Rundsporthallen in Deutschland dar.
| Name                              | Bild | Ort                 | Bundesland          | Abgerissen | Koordinaten                      |
| --------------------------------- | ---- | ------------------- | ------------------- | ---------- | -------------------------------- |
| Rundsporthalle Alzey              |      | Alzey               | Rheinland-Pfalz     | Nein       | 49° 44′ 29,4″ N, 8° 7′ 3″ O      |
| Rundturnhalle Arnsberg            |      | Arnsberg            | Nordrhein-Westfalen | Nein       | 51° 23′ 24″ N, 8° 4′ 8,7″ O      |
| Rundsporthalle Asperg             |      | Asperg              | Baden-Württemberg   | Nein       | 48° 54′ 2,4″ N, 9° 7′ 58,6″ O    |
| Rundturnhalle Attendorn           |      | Attendorn           | Nordrhein-Westfalen | Nein       | 51° 8′ 1,4″ N, 7° 54′ 15,9″ O    |
| Rundsporthalle Baunatal           |      | Baunatal            | Hessen              | Nein       | 51° 15′ 22,5″ N, 9° 24′ 34,3″ O  |
| Rundsporthalle Bingen-Büdesheim   |      | Bingen              | Rheinland-Pfalz     | Nein       | 49° 56′ 51,9″ N, 7° 54′ 24,8″ O  |
| Rundsporthalle Bochum             |      | Bochum              | Nordrhein-Westfalen | Nein       | 51° 29′ 26,2″ N, 7° 14′ 5,8″ O   |
| Rundturnhalle Cuxhaven            |      | Cuxhaven            | Niedersachsen       | Nein       | 53° 51′ 46″ N, 8° 41′ 26,4″ O    |
| Sporthalle West Dillingen         |      | Dillingen           | Saarland            | Nein       | 49° 20′ 50,1″ N, 6° 42′ 54,5″ O  |
| Rundsporthalle Ellwangen          |      | Ellwangen (Jagst)   | Baden-Württemberg   | Nein       | 48° 58′ 6,4″ N, 10° 6′ 46,3″ O   |
| Rundturnhalle Espelkamp           |      | Espelkamp           | Nordrhein-Westfalen | Nein       | 52° 22′ 54,4″ N, 8° 37′ 46,6″ O  |
| Rundsporthalle Bernhausen         |      | Filderstadt         | Baden-Württemberg   | Nein       | 48° 40′ 19,6″ N, 9° 12′ 39,6″ O  |
| Rundsporthalle Frechen            |      | Frechen             | Nordrhein-Westfalen | Ja         | 50° 54′ 12,7″ N, 6° 48′ 21,9″ O  |
| Rundsporthalle Hachenburg         |      | Hachenburg          | Rheinland-Pfalz     | Nein       | 50° 39′ 21,7″ N, 7° 49′ 7,2″ O   |
| Otto Densch Halle                 |      | Hagen               | Nordrhein-Westfalen | Nein       | 51° 20′ 32,4″ N, 7° 29′ 18,7″ O  |
| Rundturnhalle Hagen-Haspe         |      | Hagen               | Nordrhein-Westfalen | Nein       | 51° 20′ 45,3″ N, 7° 24′ 59,4″ O  |
| Rundturnhalle Hohenlimburg        |      | Hagen               | Nordrhein-Westfalen | Nein       | 51° 21′ 44,1″ N, 7° 33′ 59,5″ O  |
| Hohenberghalle                    |      | Horb am Neckar      | Baden-Württemberg   | Nein       | 48° 27′ 8,9″ N, 8° 41′ 17,7″ O   |
| Rundsporthalle Landau             |      | Landau in der Pfalz | Rheinland-Pfalz     | Ja         | 49° 11′ 49,6″ N, 8° 6′ 18,2″ O   |
| Ostermann-Arena                   |      | Leverkusen          | Nordrhein-Westfalen | Nein       | 51° 2′ 22,1″ N, 7° 0′ 14,4″ O    |
| Rundsporthalle Ludwigsburg        |      | Ludwigsburg         | Baden-Württemberg   | Nein       | 48° 53′ 58″ N, 9° 10′ 41,3″ O    |
| Rundsporthalle Lünen              |      | Lünen               | Nordrhein-Westfalen | Nein       | 51° 36′ 35,1″ N, 7° 31′ 37,5″ O  |
| Rundsporthalle Marl               |      | Marl                | Nordrhein-Westfalen | Nein       | 51° 39′ 34,6″ N, 7° 5′ 57,2″ O   |
| Audi Dome                         |      | München             | Bayern              | Nein       | 48° 7′ 33,9″ N, 11° 31′ 31,3″ O  |
| Olympiahalle München              |      | München             | Bayern              | Nein       | 48° 10′ 29,9″ N, 11° 33′ 0,3″ O  |
| Rundsporthalle Mutterstadt        |      | Mutterstadt         | Rheinland-Pfalz     | Nein       | 49° 26′ 22,1″ N, 8° 21′ 5″ O     |
| Richard Hirschmann Rundsporthalle |      | Neckartenzlingen    | Baden-Württemberg   | Nein       | 48° 35′ 8″ N, 9° 14′ 31,6″ O     |
| Rundsporthalle Nierstein          |      | Nierstein           | Rheinland-Pfalz     | Nein       | 49° 52′ 11,3″ N, 8° 20′ 7,9″ O   |
| Rundturnhalle Roding              |      | Roding              | Bayern              | Nein       | 49° 11′ 39,1″ N, 12° 31′ 10,9″ O |
| Rundturnhalle Niederschelden      |      | Siegen              | Nordrhein-Westfalen | Nein       | 50° 50′ 48,7″ N, 7° 58′ 59″ O    |
| Rundsporthalle Elsenplatz         |      | Troisdorf           | Nordrhein-Westfalen | Nein       | 50° 48′ 55,4″ N, 7° 10′ 18,7″ O  |
| Hamaland-Rundsporthalle           |      | Vreden              | Nordrhein-Westfalen | Nein       | 52° 2′ 1″ N, 6° 49′ 14,5″ O      |
| Rundsporthalle Waiblingen         |      | Waiblingen          | Baden-Württemberg   | Nein       | 48° 49′ 35″ N, 9° 19′ 48,3″ O    |
| Rundsporthalle Wesel              |      | Wesel               | Nordrhein-Westfalen | Nein       | 51° 39′ 6,6″ N, 6° 38′ 0,2″ O    |